# فيريتي
مجموعة فيريتي هي شركة أم إيطالية مصنعة لليخوت تأسست في عام 1968. صنعت الشركة قوارب صغيرة في البداية وذلك في عام 1971 حيث أنتجت أول قارب بالمحركات. تركز الآن على قطاع الزوارق السريعة والمتخصصة في إنتاج اليخوت الفاخرة. مقر الفريق في فورلي و هي إحدى أهم الشركات الرائدة في عالم تصميم وبناء اليخوت الفاخرة والقوارب الرياضية قياس 7-80 متراً. توظف الشركة 2800 شخص مباشرة منهم أكثر من 100 من المهندسين المتخصصين الذين يشكلون فريق مجموعة التصميم.